# Élise de Pressensé
Élise de Pressensé (* 22. Dezember 1826 in Yverdon; † 11. April 1901 in Paris; heimatberechtigt in Morges) war eine schweizerisch-französische Autorin und Wohltäterin. Sie gilt als «Pionierin des soziales Christentums».

## Leben und Wirken
Élise de Pressensé war die Tochter des Gutsbesitzers und bayerischen Kammerherrn Marc-François-Emmanuel du Plessis-Gouret (1787–1860) und der Caroline-Elisabeth geb. Dutoit. Ihr Bruder war der Nationalrat Théodore du Plessis-Gouret. Sie besuchte ab 1843 die höhere Töchterschule in Lausanne und heiratete 1847 den französischen Theologen Edmond de Pressensé. Das Ehepaar zog nach Paris, wo er an der Chapelle Taitbout predigte, die zu den wichtigsten Verkündigungsorten der Erweckungsbewegung bzw. des Réveil gehörte.
Dort wurde Pressensé Schriftstellerin und verfasste vor allem Jugendbücher. Zu ihren philanthropischen Tätigkeiten gehörten die Gründungen der Stiftung Colonies de vacances für Ferienlager und des Œuvre de la Chaussée du Maine (OCM), das 2003 Centre d’études, d’actions sociales et d’initiatives locales (CEASIL) zur OCM-CEASIL (Groupe SOS) fusionierte.
Ihre Tochter Émilie Dehault de Pressensé (1857–1923) heiratete den Pfarrer und Missionswissenschaftler Alfred Boegner (1851–1912). Der Sohn Francis de Pressensé (1853–1914) wurde Politiker und 1898 Mitbegründer der Französischen Liga für Menschenrechte.
Élise de Pressensé starb am 11. April 1901 und wurde mit ihrem Ehemann in Châtillon (Hauts-de-Seine) beigesetzt. Der Sohn liegt ebenfalls im Grab der Eltern.

## Werke (Auswahl)
- Rosa. Meyrueis, Paris 1858.
  - Rosa. Renger, Leipzig 1920.
- Petite mère. Fischbacher, Paris 1881.
  - Petite mère. Velhagen & Klasing, Bielefeld 1916, 1919–1921.
- Geneviève. Fischbacher, Paris 1885.
  - Geneviève. Fleischhauer & Spohn, Reutlingen 1898.
- Pauvre petit! Fischbacher, Paris 1886.
  - Ein armer Kleiner. Naumann, Dresden 1896.
  - Pauvre petit. Reisland, Leipzig 1926.
- Mutterseelenallein. Rauhes Haus, Hamburg 1894.
- Der arme Wilhelm. Eine Erzählung für das Volk. Vaterländische Verlagsanstalt, Berlin o. J.
- Souvenirs et lettres inédites. Hrsg. Gabriel Monod. Fischbacher, Paris 1904.